# Obara Kuniyoshi

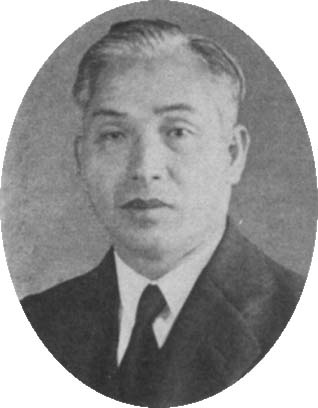
Obara Kuniyoshi

Obara Kuniyoshi (japanisch 小原 國芳; geboren 8. April 1887 in der Präfektur Kagoshima; gestorben 13. Dezember 1977 in Tokio) war ein japanischer Reformpädagoge.

## Leben und Wirken
Obara Kuniyoshi besuchte die „Pädagogische Schule Kagoshima“ (鹿児島師範), die „Höhere Pädagogische Schule Hiroshima“ (広島高等師範) und dann die Kaiserliche Universität Kyōto. Nachdem er an der der Pädagogische Schule Hiroshima angeschlossenen Grundschule gearbeitet hatte, wechselte 1919 zur Seijō-Grundschule (成城小学校). Zusammen mit dem Schulleiter Sawanagi Seitarō (沢柳 政太郎; 1865–1927) spielte er eine führende Rolle in der neuen Bewegung für eine Bildungsreform. Nach Sawayanagis Tod wurde er Direktor der Schule, trat jedoch 1933 aufgrund einer Boykottkampagne innerhalb der Schule zurück.
Er diente 1936 als Marineausbildungsberater direkt unter Marineminister Nagano Osami Nagano. Darüber hinaus reiste Obara nicht nur in Japan, sondern auch in verschiedenen Teilen Asiens, einschließlich der koreanischen Halbinsel, der Mandschurei, Festlandchina und Taiwan, und predigte und vermittelte die Bedeutung der „neuen Bildung“.
Obara widmete sich dann der Leitung des 1929 von ihm gegründeten „Tamagawa Gakuen“ (玉川学園) und baute sie zur international beachteten Tamagawa-Universität aus. Seine Planungs-, Konzeptions- und Ausführungsfähigkeiten waren herausragend. Er war auch für seine Eloquenz bekannt. Seine Erziehungstheorie wird als „Den ganzen Menschen betreffende Erziehungstheorie“ (全人教育論) bezeichnet. Es geht ihr um die harmonische Entwicklung der vier Werte „Ma“ (真), „Zen“ (善), „Bi“ (美) und „Sei“ (聖), zu Deutsch etwa „das Wahre“, „die Güte“, „das Schöne“ und „das Heilige“ in der eigenen Persönlichkeit. Er war Christ der „United Church of Christ in Japan“ (日本基督教団, Nihon Kirisutokyō-dan).
Zu den zahlreichen Bücher, die Obara verfasste, gehören
- „Shūshin kyōju no jissai“ (修身教授の実際) – „Die Wirklichkeit der Moralerziehung“ 1921 bis 1922,
- „Jiyū kyōiku-ron“ (自由教育論) – „Liberale Bildungstheorie“ 1920,
- „Haha no tame no kyōikugaku“ (母のための教育学) – „Pädagogik für Mütter“ 1926,
- „Yumemiru hito Obara Kuniyoshi jiden“ (夢みる人 小原国芳自伝) – „Träumen – Autobiographie des Kuniyoshi Obara“ 1963 und
- Shūkyō kyōiku-ron (宗教教育論) – „Religionspädagogische Theorie“ 1972.